# Prince Rupert (circonscription britanno-colombienne)
Pour les articles homonymes, voir Prince Rupert.
Circonscription électorale provinciale du Canada
Prince Rupert est une ancienne circonscription provinciale de la Colombie-Britannique représentée à l'Assemblée législative de la Colombie-Britannique de 1916 à 1991.

## Géographie
La circonscription représentait la région de Prince Rupert dans la côte nord de la province. 

## Liste des députés
| Législature                                                                | Années        | Député        | Député                   | Parti            |
| Prince Rupert                                                              | Prince Rupert | Prince Rupert | Prince Rupert            | Prince Rupert    |
| -------------------------------------------------------------------------- | ------------- | ------------- | ------------------------ | ---------------- |
| 14e                                                                        | 1916–1920     |               | Thomas Dufferin Pattullo | Libéral          |
| 15e                                                                        | 1920–1924     |               | Thomas Dufferin Pattullo | Libéral          |
| 16e                                                                        | 1924–1928     |               | Thomas Dufferin Pattullo | Libéral          |
| 17e                                                                        | 1928–1933     |               | Thomas Dufferin Pattullo | Libéral          |
| 18e                                                                        | 1933–1937     |               | Thomas Dufferin Pattullo | Libéral          |
| 19e                                                                        | 1937–1941     |               | Thomas Dufferin Pattullo | Libéral          |
| 20e                                                                        | 1941–1945     |               | Thomas Dufferin Pattullo | Libéral          |
| 21e                                                                        | 1945–1949     |               | William Henry Brett      | Social-démocrate |
| 22e                                                                        | 1949–1952     |               | John Duncan McRae        | Coalition        |
| 23e                                                                        | 1952–1953     |               | George Edwin Hills       | Social-démocrate |
| 24e                                                                        | 1953–1956     |               | Arthur Bruce Brown       | Libéral          |
| 25e                                                                        | 1956–1960     |               | William Harvey Murray    | Créditiste       |
| 26e                                                                        | 1960–1963     |               | William Harvey Murray    | Créditiste       |
| 27e                                                                        | 1963–1966     |               | William Harvey Murray    | Créditiste       |
| 28e                                                                        | 1966–1969     |               | William Harvey Murray    | Créditiste       |
| 29e                                                                        | 1969–1972     |               | William Harvey Murray    | Créditiste       |
| 30e                                                                        | 1972–1975     |               | Graham Lea               | Néo-démocratique |
| 31e                                                                        | 1975–1979     |               | Graham Lea               | Néo-démocratique |
| 32e                                                                        | 1979–1983     |               | Graham Lea               | Néo-démocratique |
| 33e                                                                        | 1983–1986     |               | Graham Lea               | Néo-démocratique |
| 34e                                                                        | 1986–1991     |               | Arthur Daniel Miller     | Néo-démocratique |
| Circonscription abolie, voir North Coast, Skeena et Bulkley Valley-Stikine |               |               |                          |                  |